# 耶律厮不
耶律厮不（12世纪？—1216年），一作耶律斯布，契丹人，耶律留哥的弟弟。金朝贞祐元年（1213年），在辽东与耶律留哥反金，耶律留哥封他为郡王。贞祐三年（1215年），耶律留哥攻占了金东京（今辽阳），不久众人劝留哥称帝，留哥拒绝。耶律留哥投靠了成吉思汗，成吉思汗仍封他为辽王。
成吉思汗不满耶律留哥的副手可特哥娶了蒲鮮萬奴之妻，打算向可特哥问罪，可特哥惧，与耶律厮不等人宣布留哥已死，举兵背叛。1216年，耶律厮不杀死了蒙古300使者，在澄州（今辽宁海城）称帝，国号辽，年号天威。后来不久，耶律厮不为其下所杀，丞相耶律乞奴监国。